# Günter Kallmann
Günter Kallmann (Berlijn, 19 november 1927 - Berlijn, 22 april 2016) was een Duitse zanger, koorleider en componist.

## Carrière
Günter Kallmann studeerde muziek in Berlijn en speelde trompet in diverse bigbands. In 1961 richtte hij het Günter Kallmann Chor op in Keulen. Zijn eerste opname was de succesvolle Elisabethserenade. Dankzij de verkoop van 35 lp’s en 8 gouden platen kon het koor zich verheugen op tournees door het Verenigd Koninkrijk, de Verenigde Staten, Canada en Zuid-Afrika. Op de Duitse televisie traden ze minsten 25 maal op in het programma Zum Blauen Bock, Werner Müllers Schlagermagazine en shows van Helmut Zacharias. In 1970 namen ze deel aan de voorronden voor het Eurovisiesongfestival in Amsterdam met het nummer Ein Lied für Amsterdam.
Kallmanns platen werden in Duitsland uitgebracht onder het platenlabel Polydor en in de Verenigde Staten onder het label 4 Corners of the World, een onderlabel van Kapp Records. Voor bepaalde nummers zongen ze ook onder verschillende namen, zoals Günter Kallmann Chorus, Günter Kallmann Choir of Kallmann Singers. Als achtergrondkoor begeleidden ze onder meer Peter Alexander, Caterina Valente, Udo Jürgens, Bill Ramsey, Paul Anka, Roy Black, Gilbert Bécaud en Chris Roberts.
Leden van het koor waren Blanche Birdsong, Catrin Cremer, Bernd Golonsky, Ute Hellermann, Charlie Koch, Luigi Pelliccioni, Karl-Heinz Welbers en Ulla Wiesner. Ute Hellermann formeerde later de Ute Mann Singers en trouwde met de orkestleider Paul Kuhn, terwijl Luigi Pelliccioni ging zingen in het duo Ann & Andy onder het pseudoniem Andy.

## Discografie

### In de Verenigde Staten
- 1965: Serenade for Elisabeth
- 1965: Serenade for a Lady in Love
- 1966: Songs for My Love
- 1966: Wish Me a Rainbow
- 1967: With All My Heart
- 1967: Call it Love
- 1967: The Gunter Kallmann Chorus Sings 28 Christmas Songs
- 1968: Live for Love
- 1968: The Gunter Kallmann Chorus in Hollywood
- 1968: Love Is Blue
- 1969: Once in Each Life
- 1970: Early in the Morning

### In Duitsland
- 1963: Elisabeth-Serenade
- 1964: Serenade im Schloßpark
- 1965: Serenade am Meer
- 1965: Schneewalzer
- 1967: Bei Glockenklang und Lichterglanz
- 1969: Schlager Tanzparade ’69
- 1969: Feeling Groovy
- 1969: Put a Little Love in Your Heart
- 1970: Die große Schlager-Tanzparade 2
- 1970: Christmas Sing-In
- 1971: Let’s Dance
- 2002: Lounge Legends: Gunter Kallmann Choir (compilation op cd)

- Gemeinsame Normdatei: 134696727
- International Standard Name Identifier: 0000 0000 4900 8151
- Library of Congress Control Number: no2006052483
- MusicBrainz: 21074eb7-3849-4d0e-bd4d-5447ff175c45
- Virtual International Authority File: 39129106
- WorldCat: E39PBJkXBKtD8RKyqKxjgKKyBP